# Kamov Ka-15
Kamov Ka-15 (tên mã NATO Hen) là một loại trực thăng thông dụng hai chỗ của Liên Xô, bay lần đầu năm 1952.

## Biến thể
- Ka-15:
- Ka-15M:
- Ka-18:

## Quân sự
Liên Xô
- Không quân Hải quân Liên Xô

### Dân sự
Liên Xô
- Aeroflot

## Tính năng kỹ chiến thuật (Ka-15M)
Dữ liệu lấy từ Soviet Transport Aircraft since 1945
Đặc điểm tổng quát
- Kíp lái: 1
- Sức chứa: 1 hành khách hoặc 250 kg (550 lb) hàng háo
- Chiều dài: 6,26 m (20 ft 5¼ in)
- Đường kính rô-to: 9,96 m (32 ft 8 in)
- Chiều cao: 3,35 m (11 ft 0 in)
- Diện tích đĩa quay: 155,8 m² (1.677 ft²)
- Trọng lượng rỗng: 990 kg (2.182 lb)
- Trọng lượng cất cánh tối đa: 1.410 kg (3.108 lb)
- Động cơ: 1 × Ivchenko AI-14V, 190 kW (255 hp)

 Hiệu suất bay 
- Vận tốc cực đại: 150 km/h (81 knot, 93 mph)
- Vận tốc hành trình: 125 km/h (67 knot, 78 mph)
- Tầm bay: 390 km (210 nmi, 242 mi)
- Trần bay: 3.000 m (9.840 ft)
- Tải trên đĩa quay: 9 kg/m² (1,8 lb/ft²)
- Công suất/trọng lượng: 0,14 kW/kg (0,08 hp/lb)